# Mira Nábělková
Mira Nábělková (* 30. března 1956, Martin) je slovenská jazykovědkyně.

## Biografie
V letech 1975–1980 studovala slovakistiku a rusistiku na Filozofické fakultě Univerzity Komenského v Bratislavě, od roku 1980 pracovala v Jazykovědném ústavu Ľ. Štúra Slovenské akademie věd (JÚĽŠ SAV) v Bratislavě. V roce 1989 obhájila disertační práci na téma „Vztahová adjektiva ve slovenštině: Funkčně-sémantická analýza desubstantivních derivátů“ (knižní vydání v roce 1993). V letech 1989–1996 byla členkou výboru a vědeckou tajemnicí Slovenské jazykovědné společnosti při SAV. V letech 1991–2000 organizovala každoroční mezinárodní Kolokvium mladých jazykovědců pod garancí Slovenské jazykovědné společnosti a JÚĽŠ a byla editorkou řady VARIA – sborníků příspěvků z jednotlivých ročníků Kolokvia. V letech 1991-1999 působila jako členka vědecké rady JÚĽŠ SAV.
Od roku 1999 přednáší na Katedře středoevropských studií (do r. 2011 Ústav slavistických a východoevropských studií) Filozofické fakulty Univerzity Karlovy v Praze, kde se v roce 2010 habilitovala. V letech 1999-2004 přednášela externě v Ústavu slavistiky Filozofické fakulty Masarykovy univerzity v Brně. V posledním roce jejího působení na této univerzitě jí byla udělena Stříbrná medaile Masarykovy univerzity za přínos k rozvoji české slovakistiky.
Odborně se zajímá o lexikální sémantiku a slovotvorbu, lexikografii, syntax a sociolingvistiku (problematika jazykových vztahů češtiny a slovenštiny).

## Rodina
- pradědeček František Nábělek (1852–1915)
- dědeček Ludvík Nábělek (1896–1982)
- prastrýc František Nábělek (botanik) (1884–1965)
- manžel Karol Ježík (1953–1998)
- dcera Júlia Ježíková (1977–2003)

## Knižní publikace
- Slovenčina a čeština v kontakte: Pokračovanie príbehu. Bratislava, Praha: Veda, Filozofická fakulta Univerzity Karlovy, 2008. 364 s.
- Vzťahové adjektíva v slovenčine (Funkčno-sémantická analýza desubstantívnych derivátov). Bratislava: Veda, 1993. 204 s.
- Horecký, J. - Buzássyová, K. - Bosák, J. a kol.: Dynamika slovnej zásoby súčasnej slovenčiny. Bratislava: Veda, 1989, 429 s. [autorka kapitol: Potencie a smery pohybov v adjektívnej lexike (s. 169-179), Konkurencia adjektíva a pádu substantíva v prívlastkovej pozícii (s. 179-187), Možnosti a spôsoby prekonávania obmedzení adjektívnej derivácie (s. 187-195), Konkurencia adjektív s domácimi a internacionálnymi formantmi (s. 287-293)]
- Jazyková poradňa odpovedá. Ed. M. Pisárčiková. Bratislava: Slovenské pedagogické nakladateľstvo, 1988. 288 s. (spoluautorka)